# عائد إلى حيفا
عائد إلى حيفا رواية للأديب والمُناضل الفلسطيني غسان كنفاني، تعتبر من أبرز الروايات في الأدب الفلسطيني المعاصر، وتُعتبر من أدبيات المقاومة. صدرت طبعتها الأولى في عام 1969، وترجمت إلى العديد من اللغات منها اللغة اليابانية في عام 1969 واللغة الإنكليزية واللغة الروسية في العام 1974 وكذلك اللغة الفارسية في العام 1991.
"عائد إلى حيفا" ربما تكون في نصها عملًا أدبيًّا رِوائيًّا، إلا أنها في نصها الإنساني تجربة عاشها غسان كنفاني وعاشها كل فلسطيني، تجربة جرح وطن، وعذاب إنسانٍ عانى قهرًا وظُلمًا وحِرمانًا وتَشَرُّدًا، إلا أنه دائماً وأبداً يحمل أمل العودة إلى ذاك الوطن الساكن في الوجدان.
في «عائد إلى حيفا» يرسم غسان كنفاني الوعي الجديد الذي بدأ يتبلور بعد نكبة 1948.
إنها محاكمة للذات من خلال إعادة النظر في مفهوم العودة ومفهوم الوطن. فسعيد س. وزوجته صفية العائدان إلى مدينتهما حيفا التي تركا فيها طفلهما منذ عشرين سنة تحت ضغط الحرب يكتشفان أن «الإنسان في نهاية الأمرِ قضيّة»، وأن فلسطين ليست استعادة ذكريات، بل هي صناعة للمستقبل.

## شخصيات الرواية
- سعيد : هو الشخصية المحورية في الرواية، يمثل الفلسطيني الذي اقتلع من أرضه في عام 1948. يعود إلى مدينته حيفا بعد عشرين عامًا لاسترجاع ذكرياته ومعرفة مصير منزله وابنه المفقود.

- صفية : زوجة سعيد، وهي شخصية رئيسية أخرى ترافقه في رحلته إلى حيفا. تعبر عن الأبعاد العاطفية للأم التي فقدت طفلها، وتعيش صراعًا بين مشاعر الأمومة والإحساس الوطني.

- خلدون/دوف: ابن سعيد وصفية الذي ترك في المنزل أثناء الهجرة القسرية. يتبناه زوجان يهوديان بعد احتلال حيفا ويصبح اسمه "دوف"، ينشأ في بيئة يهودية ويعتبر نفسه إسرائيليًا.

- ميريام: المرأة اليهودية التي تبنت خلدون مع زوجها إفرات بعد استيلائهم على منزل سعيد وصفية.

- خالد : الابن الثاني لسعيد وصفية، يمثل الجيل الفلسطيني الجديد بعد النكبة، المتأثر بالمأساة ولكنه يحمل في داخله وعيًا أكبر بالقضية الفلسطينية.حيث ينظر إلى ماضي والديه بنظرة ناقدة ويعبر عن رغبة قوية في المقاومة واستعادة الحقوق، ما يرمز إلى الأمل وتجدد النضال.

## تحويل الرواية إلى أعمال فنية

### فيلم عائد إلى حيفا
تم تحويل رواية عائد إلى حيفا -التي لا يتجاوز عدد صفحاتها الـ 70 من القطع المتوسط في نصها الأدبي والروائي- إلى فيلم سينمائي من إخراج قاسم حول ، وإنتاج مؤسسة الأرض للإنتاج السينمائي عام 1981 م. حصد الفيلم أربع جوائز عالمية.
تدور أحداث الفيلم الدرامية صبيحة الحادي والعشرين من نيسان عام 1948، وقد انهمرت قذائف المدفعية من تلال الكرمل العالية لتدك مدينة حيفا وفي هذا الوقت كانت سيدة قد تركت ابنها الرضيع الذي اسمه خلدون في البيت وخرجت تبحث عن زوجها وسط حشود الناس المذعورة حيث يضطران للنزوح. وتمر الأيام والسنون وتعود الأسرة إلى البيت بعد حرب عام 1967 لتفاجأ بأن 'خلدون' قد أصبح شاباً وان اسمه دوف، وهو مجند في جيش الاحتلال وقد تبنته أسرة يهودية استوطنت البيت بعد نزوح 1948 وهنا تبلغ المأساة ذروتها بعد أن عرف الفتى الحقيقة إذ أصر على الانحياز إلى جانب الأم الصهيونية التي تبنته. وفي نفس الوقت كان الزوج يعارض التحاق ابنه الثاني بالعمل الفدائي وبعد أن رأى حالة ابنه البكر تمنى لو ان ابنه خالد قد انضم للمقاومة.

### فيلم المتبقي
تم إنتاج فيلم سينمائي آخر مأخوذ عن نفس الراوية تحت اسم «المتبقي» من إخراج إيراني وإنتاج إيراني سوري عام 1994م.
تدور أحداث الفيلم الروائي الطويل عام 1948 أثناء احتلال عصابات الصهاينة لمدينة حيفا ومحاولة إخلاء المدينة وإسكان اليهود المستوطنين. تتلقى صفية، مديرة مدرسة للبنات في غزة، رسالة من زوجة ابنها، تبلغها فيها بأن حياة ابنها الدكتور سعيد ـ أصغر أولادها ـ مهددة بالخطر. تعجل صفية بالسفر إلى حيفا لإقناعه بالهرب إلى غزة. لكن الاحتلال يبدأ فجر اليوم التالي. وأثناء طلقات رصاص القناصة، والعربات المصفحة التي تقودها العصابات الصهيونية التي ملأت شوارع حيفا لإطلاق الرصاص والقذائف على المواطنين الفلسطينيين العزل لتحصد النساء والأطفال والرجال، يترك الدكتور منزله إلى عيادته لعلاج المصابين والجرحى من منطلق الواجب الوطني. وفي طريق العودة إلى المنزل تطارده عربات القناصة الصهاينة، فيستشهد الطبيب أمام أعين زوجته التي تركت الطفل في محاولة للبحث عن الزوج لتلقى مصرعها بجانبه وعيونها معلقة بالحجرة التي ينام فيها الطفل. يظل الطفل 'فرحان' عند أسرة مسيحية مجاورة للأسرة، لكن 'شيمون' الضابط الصهيوني المسؤول عن تهجير الفلسطينيين يقوم بطرد الأسرة المسيحية والاستيلاء على الطفل لإعطائه لأسرة صهيونية قادمة من بولندا، لأن المرأة الصهيونية لا تنجب. وتتبناه الأسرة اليهودية وتطلق عليه اسم 'موشيه' ورغم ذلك لم تتوقف محاولات استعادة الطفل بل استمرت من خلال جدته 'صفية' التي لازمت الطفل بصفة خادمة ونظم جده محاولة لاستعادته إلا أنها باءت بالفشل. وطوال الوقت نرى الشك في عيون الأسرة الصهيونية، ويقرر 'شيمون' رحيل الأسرة إلى تل أبيب مع مجموعة من اليهود المهاجرين للاستيطان هناك. ويصل الفيلم إلى ذروته في الجهاد الفدائي والتضحية بالنفس عندما تأخذ الجدة من زوجها الصحافي المناضل حقيبة تضم قنبلة موقوتة وبمغامرة جريئة تصعد بها إلى القطار الذي يقل الصهاينة في مشهد مليء بالتوتر والإثارة. وبعد سير القطار يكتشف أمرها الضابط الصهيوني 'شيمون' فتقفز مع حفيدها من القطار الذي ينفجر بعد لحظات من قفزها فتضحي بنفسها ويبقى حفيدها حياً، وتبقى صرخته امتداداً لحياة فلسطين.

### مسلسل
أما العمل الثالث عن هذه الرواية الكنفانية فكان مسلسلاً تلفزيونياً سورياً عرض القضية الفلسطينية في بعدها الإنساني، للمخرج السوري باسل الخطيب، ومن تأليف غسان نزال. قدم المسلسل التلفزيوني ملحمة وطنية مؤثرة رسم شخصياتها بما تحمله من نبل وعنفوان وقدرة على المواجهة، والأهم من هذا كله أنها تحاكي قضية فلسطين في بعدها الإنساني والنضالي العميق. ففي هذا المسلسل يقف المشاهد أمام حالة إنسانية وطنية تراجيدية، حيث تبدأ مع عام النكبة في ذروة أحداثه، ليصور المسلسل رحلة طويلة من التشرد والعذاب والآلام، رحلة يغوص في مخاضها مئات الألوف من الفلسطينيين بعد أن اقتلعوا من ديارهم وحرموا من أهلهم وأرضهم، فالمسلسل يؤرخ ليوميات سقوط حيفا عام 1948 من خلال رصده لمصير عائلة فلسطينية (مأساة المدرس الفلسطيني سعيد وزوجته صفية) حيث تشتت وعانت من التهجير والنزوح والتشريد في المخيمات، وهذا حال كل الشعب الفلسطيني.

### مسرحية
العمل الرابع المبني على رواية عائد إلى حيفا كان مسرحية ميلودرامية لفرقة طقوس المسرحية الأردنية. سعت الفرقة إلى رفع الوعي من خلال الارتداد نحو الفكرة الأولى للمسرح المنبثقة من الدين والأخلاق مستفيدين من الإرث الحضاري والإنساني وتراكماته المعرفية عبر القرون والعمل على تكوين نموذج مسرحي عربي وعالمي، وقدمت فرقة طقوس المسرحية آخر أعمالها على المسرح الدائري في المركز الثقافي الملكي في عمان.
المسرحية من إخراج د. يحيى البشتاوي وسينوغرافيا د. فراس الريموني، وإعداد وتمثيل غنام غنام، إدارة الإنتاج نبيل الكوني، ألحان مراد دمرجيان، وغناء سليمان عبود. قام غنام بتمثيل كل الأدوار الموجودة في العمل وقدمها بلهجة الريف الفلسطيني بحرفية عالية، وركز العمل على الشخصية الأساسية 'سعيد' والد الطفل خلدون الذي تركوه في حيفا وعمره خمسة أشهر في النكبة عام 1948، وكيف عاد هو زوجته 'صفية' عام 1967، ليجداه أصبح اسمه 'ديفيد' نسبة إلى ديفيد بن غوريون، ويعمل جندياً في الجيش الصهيوني، ويرفض الاعتراف بهما ويتمسك بعائلته الصهيونية، ولكن الأسئلة التي طرحها خلدون على والديه أثارت جدلاً واسعا بداخل كل شخص يتابع العمل'لماذا تركتموني؟ لماذا لم تعودوا بعد يوم أو يومين أو حتى أسبوع؟ لماذا عدتم الآن بعد كل هذه السنوات؟ لماذا لم تحمل السلاح وتقاتل من أجل استرجاعي؟!
ركز العمل على مرحلة زمنية محددة ولكن تمت الإشارة إلى الخلافات الفلسطينية الفلسطينية وهنا قال معد العمل ما لم يقله غسان كنفاني من خلال التركيز على شخصية المقاوم خالد وهو الابن الثاني لسعيد الذي يتم اعتقاله من قبل السلطة في رام الله بحجة حمايته، لكن يتم اختطاف المقاوم خالد من قبل الصهاينة من سجن السلطة، الذي يموت بعد ذلك في سجون الاحتلال بالسكتة القلبية عند معرفته بالاقتتال الفلسطيني الفلسطيني. أبدع الفنان غنام غنام من خلال تقديمه لكل شخوص العمل حيث ترك تأثيره الواضح على الحضور الكبير والذي بمجرد إشعال الأضواء في نهاية المسرحية كانت علامات الحزن والبكاء بادية على معظم الحضور.

## اقتباسات من الرواية
- أتعرفين؟ طوال عشرين سنة كنت أتصور أن بوابة مندلبوم ستُفتح. ذات يوم.... ولكن أبداً لم أتصور أنها ستُفتح من الناحية الأخرى. لم يكن ذلك يخطر لي على بال، ولذلك حين فتحوها هم بدا لي الأمر مرعباً وسخيفاً وإلى حدٍ كبير مهيناً تماماً... قد أكون مجنوناً لو قلت لك أن كل الأبواب يجب ألّا تفتح إلا من جهة واحدة، وأنها إذا فُتحت من الجهة الأخرى فيجب اعتبارها مغلقة لا تزال؛ ولكن تلك هي الحقيقة.
- أتعرفين ما هو الوطن يا صفية؟ الوطن هو ألا يحدث ذلك كله...
- إن أكبر جريمة يمكن لأي إنسان أن يرتكبها كائناً من كان، هي أن يعتقد ولو للحظة أن ضعف الآخرين وأخطاءهم هي التي تشكل حقه في الوجود على حسابهم، وهي التي تبرر له أخطاءه وجرائمه.
- ولكن عليك أن تدرك الأشياء كما ينبغي.. وأنا أعرف أنك ذات يوم ستدرك هذه الأشياء، وتدرك أن أكبر جريمة يمكن لأي إنسان أن يرتكبها، كائناً من كان، هي أن يعتقد ولو للحظة أن ضعف الآخرين وأخطاءهم هي التي تشكل حقه في الوجود على حسابهم، وهي التي تبرر له أخطاءه وجرائمه...[5]
- «لقد أخطأنا حين اعتبرنا أن الوطن هو الماضي فقط، فالوطن هو المستقبل»[6]

## وصلات خارجية
- مسلسل عائد إلى حيفا
- فيلم المتبقى المقتبس عن رواية عائد إلى حيفا
- آراء القراء على موقع أبجد حول رواية عائد إلى حيفا
- قراءة نقدية في عائد إلى حيفا